# 柳林站
柳林站位于中华人民共和国河南省信阳市浉河区柳林乡，是一个京广铁路上的铁路车站，建于1902年，目前为四等站，目前仅办理货运业务：办理整车、零担货物发到。